# Toa Fraser
Toa Fraser (nacido en 1975) es un dramaturgo y director de cine nacido en Nueva Zelanda, de ascendencia fiyiana. Su primer largometraje, No. 2, protagonizado por Ruby Dee, ganó el Premio del Público (World Dramatic) en el Festival de Cine de Sundance de 2006. Su segundo, Dean Spanley, protagonizado por Sam Neill, Jeremy Northam y Peter O'Toole, se estrenó en septiembre de 2008. Su tercera película, Giselle, fue seleccionada para proyectarse en la sección Contemporary World Cinema del Festival Internacional de Cine de Toronto de 2013. Su cuarta, Tierra de guerreros, una película maorí de acción y aventuras, se estrenó en 2014.

## Vida
Fraser se mudó a Auckland en 1989. Asistió al Sacred Heart College de Auckland y se graduó en la Universidad de Auckland. Su padre es Eugene Fraser, que ha trabajado tanto para la BBC, como para muchas otras estaciones de radio y televisión de todo el mundo como presentador de continuidad de radio. En abril de 2021, Fraser anunció a través de Twitter que le habían diagnosticado la enfermedad de Parkinson de inicio joven en 2016.

## Carrera
Su carrera demostró ser estelar desde el principio. En 1998 obtuvo premios a la Mejor Obra Nueva (Bare) y al Mejor Dramaturgo Revelación en los premios de teatro Chapman Tripp. Toa recibió la inestimable ayuda de Michael Robinson, quien trabajó en la obra a través de muchos borradores antes de dirigirla en el teatro The Silo de Auckland. El juego de dos jugadores vio a Ian Hughes y Madeleine Sami interpretando una variedad de 15 personajes. La revista Metro lo llamó "un clásico instantáneo". En 1999 ganó el premio de dramaturgia Bruce Mason del Sunday Star Times. La obra realizó una gira internacional y disfrutó de una temporada con entradas agotadas en la Ópera de Sídney.
Fue su segunda obra, No. 2 (1999) la que lo catapultó a él (y a Sami) a la fama, ganando el Primer Premio del Festival en el Edinburgh Fringe de 2000, junto con actuaciones en Europa, Canadá, Jamaica y Fiyi. Ambientada en el transcurso de un día, cuando una anciana matriarca de Fiyi exige un banquete familiar para poder elegir a su sucesor, la obra vio a Sami desempeñando todos los papeles. 
En 2000, Fraser trabajó durante un año con el director Vincent Ward en el guion de la película River Queen de Ward. En el mismo período, coescribió un drama televisivo de una hora Staunch, con el director Keith Hunter. Es la historia de una joven maorí (Mamaengaroa Kerr-Bell) que se defiende de un proceso policial injusto, con la ayuda de un trabajador social.
En 2001, Fraser recibió la beca de escritor residente de la Universidad del Pacífico Sur. Allí, en Fiyi, comenzó a trabajar en la adaptación cinematográfica de No. 2, proceso que llevaría cuatro años y se estima en 20 borradores.
Nunca antes había dirigido una obra de teatro o una película, pero estaba decidido a dirigir No. 2, en parte "por un sentido de responsabilidad hacia la comunidad del Pacífico", particularmente el suburbio de clase trabajadora de Mount Roskill, donde se rodó la mayor parte de la película. También dirigió el vídeo de la exitosa canción de la película "Bathee In the River", cantada por Hollie Smith en la casa de familiares de Mount Roskill.
Cuando No. 2 debutó en el Festival de Cine de Sundance en 2006, ganó el Premio del Público (Cine Dramático Mundial). Retitulada Naming Number Two en algunos territorios, la película ganó la selección en la sección Panorama del Festival de Cine de Berlín y ganó el premio del público en el Festival Internacional de Cine de Brisbane. La fallecida Ruby Dee, que interpretó a la matriarca de la familia Nanna Maria, recibió el premio a la Mejor Actriz en el Festival de Cine de Atlanta de 2006. Ese mismo año, en los New Zealand Screen Awards No. 2 fue nominada en 12 categorías, incluidas mejor película y mejor director, y ganó cuatro premios, tres de ellos por interpretación, incluida la de Mejor Actriz para Ruby Dee. 
En 2008, Fraser dirigió su segundo largometraje, ganador de múltiples premios, Dean Spanley, producido por Matthew Metcalfe y protagonizado por Sam Neill, Jeremy Northam y Peter O'Toole. Una historia de padres, hijos, perros y otras vidas ambientada en la Inglaterra eduardiana, recibió elogios de la crítica y se estrenó en una proyección de gala en el Festival Internacional de Cine de Toronto de 2008.
Dean Spanley fue nominada a 12 premios en los Qantas Film and Television Awards de 2009. Luego ganó siete, incluido el de mejor director, mejor película con un costo de más de 1 millón de dólares, mejor guion y mejor actor de reparto (Peter O'Toole).
A continuación, Fraser escribió y dirigió Giselle, también producida por Matthew Metcalfe, un aclamado ballet filmado protagonizado por los bailarines de renombre mundial Gillian Murphy y Qi Huan. La interpretación de Fraser de la producción de Giselle del Royal New Zealand Ballet, con una partitura interpretada por la Orquesta Filarmónica de Auckland, Giselle se estrenó en el Festival Internacional de Cine de Nueva Zelanda de 2013, seguido de un estreno internacional en el Festival de Cine de Toronto. 
Su cuarta película, Tierra de guerreros, se estrenó en 2014. Protagonizada por James Rolleston, Lawrence Makoare y Te Kohe Tuhaka, es la historia de un joven que busca venganza por la masacre de su familia. Totalmente en idioma maorí, la película está producida nuevamente por Matthew Metcalfe y marca la cuarta colaboración de Fraser con el director de fotografía Leon Narbey.

## Obras de teatro
- BARE (1998)
- No. 2 (1999)
- Paradise (2001)

## Películas
- River Queen (2005) (guion – coescritor con Vincent Ward)
- No. 2 (2006) (escritor y director)
- Dean Spanley (2008) (director)
- Giselle (2013) (director)
- Tierra de guerreros (2014) (director)
- The Chancellor Manuscript (2014) (director)
- 6 Days (2017) (director)

## Televisión
- Penny Dreadful (2016) (director)
- The Shannara Chronicles (2017) (director)
- Into the Badlands (2017–18) (director)
- Iron Fist (2018) (director)
- Daredevil (2018) (director)
- The Rookie (2018) (director)
- Tidelands (2018) (director)
- Swamp Thing (2019) (director)
- Wu Assassins (2019) (director)
- The Terror (2019) (director)
- The Affair (2019) (director)
- Titanes (2019) (director)
- The Rookie (2019) (director)
- Deputy (2020) (director)
- Stargirl (2020) (director)
- Sweet Tooth (2021) (director)